# Kändishoppet
Kändishoppet är en dokusåpa i TV3 där kändisar får lära sig simhopp. Serien erbjöd under våren 2013 filmat extramaterial på internet.

## Säsong 1
Tre av deltagarna våren 2013 tränades av Polisens IF:
- Tobbe Blom
- Rami Shaaban
- Mats Carlsson (TV-profil)

Övriga deltagare var: 
- Glenn Hysén
- Dominika Peczynski
- Emma Igelström
- Jörgen Kruth
- Linda Thelenius

## Säsong 2
Hösten 2013 deltog:
- Frank Andersson
- Josefin Crafoord
- Jon Olsson
- Jessica Folcker
- Linus Thörnblad
- Lulu Carter
- Willy Björkman
- Ellen Bergström
- Gökhan "Gurkan" Gasi
- Magdalena Kowalczyk
- Mikael Spreitz
- Per Fosshaug